# Real Bout Fatal Fury Special
Real Bout Fatal Fury Special (リアルバウト餓狼伝説SPECIAL, Real Bout Garō Densetsu Special, Real Bout Legend of the Wild Wolf Special) est un jeu vidéo de combat en 2D développé et édité par SNK en 1997 sur Neo-Geo MVS, Neo-Geo AES, Neo-Geo CD (NGM 233),,. Le jeu est porté sur Sega Saturn, PlayStation, PlayStation 2, Game Boy et PC (Windows). C'est le sixième épisode de la série Fatal Fury.

## Description
La version Neo-Geo AES est publiée le 28 février 1997, la cartouche tient sur 394 mega. La version Neo-Geo CD est publiée le 30 mars 1997. Le jeu est porté sur PlayStation uniquement au Japon sorti le 25 juin 1998 sous le titre de Real Bout Garou Densetsu Special Dominated Mind (リアルバウト餓狼伝説スペシャルドミネイテッドマインド, Garou Densetsu Supesharu Domineiteddo Maindo). Cette version comprend quelques différences avec les versions Neo Geo et Sega Saturn. Les personnages combattent désormais sur un seul plan et les environnements destructibles ont été retirés. Certains mouvement ont été également été modifiés. Le jeu contient deux nouveaux personnages ainsi qu'un mode entraînement,.

## Système de jeu
Real Bout Fatal Fury Special comprend dix-neuf personnages dans le casting marquant notamment le retour de Tung Fu Rue. Le jeu est en deux dimensions et inclut trois plans dans son gameplay pour les esquives. Les niveaux du jeu contiennent des éléments destructibles et la météo change à chaque round, passant du jour au coucher de soleil jusqu'à la nuit. Les propulsions des adversaires hors du décors ont également disparu.
Une nouvelle barre de furie est ajoutée, le joueur peut exécuter ainsi deux furies ainsi qu'une super totalisant trois niveaux de furies. La jauge de furie se remplit lorsque le joueur utilise des mouvements spéciaux, n'importe quelle attaque ou bloquer les attaques d'un adversaire. La technique « H. Power » est disponible lorsque la moitié de la jauge de furie est remplie, permettant au joueur d'utiliser le « Break Shots » (contre-attaque imparable lorsque le personnage est en garde) et le « Recovery Rolls » (petite roulade pour se relever rapidement). 
La barre de super « S. Power » est disponible lorsque la jauge est remplie, elle diminue avec le temps jusqu'à ce que la jauge se vide complètement. Cette technique est également disponible lorsque la barre de vie clignote. La barre de super « P. Power » est disponible quand la jauge est remplie ainsi que la barre de vie qui clignote en rouge.

## Personnages
Dans les secrets du jeu figurent quatre combattants (Andy Bogard, Blue Mary, Billy Kane et Tung Fu Rue) possédant des variations de gameplay ainsi qu'un visuel légèrement différent. Ils possèdent des coups spéciaux supplémentaires et sont déblocables à l'aide d'une combinaison de touches. En placant le curseur sur le portrait de l'un des quatre personnages et en exécutant la bonne manipulation, la palette de couleur du personnage change et les lettres « EX » (EX Andy Bogard) s'affichent juste avant leur nom pour valider le personnage secret.
Liste des personnages
- Terry Bogard
- Andy Bogard
- Joe Higashi
- Mai Shiranui
- Blue Mary
- Ryuji Yamazaki
- Billy Kane
- Kim Kaphwan
- Duck King
- Hon Fu
- Cheng Sinzan
- Tung Fu Rue
- Jin Chonshu
- Jin Chonrei
- Bob Wilson
- Franco Bash
- Laurence Blood
- Wolfgang Krauser
- Nightmare Geese
- Alfred (Special Dominated Mind)
- White (Special Dominated Mind)